# 1. FC Sarstedt
Der 1. FC Sarstedt (offiziell: 1. Fußball-Club Sarstedt von 2017 e. V.) ist ein Fußballverein aus Sarstedt im Landkreis Hildesheim. Die erste Fußballmannschaft spielte als FSV Sarstedt in der Saison 1949/50 in der höchsten niedersächsischen Amateurliga.

## Geschichte

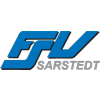
Logo des FSV Sarstedt

Im August 1861 wurde der MTV von 1861 Sarstedt gegründet. Elf Jahre später verließ der Chor den MTV und schloss sich dem Kriegerverein Sarstedt an. Im Jahre 1909 wurde die Freie Turnerschaft Sarstedt gegründet, die sich im Jahre 1921 mit dem im Jahre 1904 gegründeten Arbeiterradverein Solidarität Sarstedt und den im Jahre 1921 gegründeten Freien Schwimmern Sarstedt zur Freien Sportlichen Vereinigung Sarstedt zusammenschlossen. Nach der Machtübernahme der Nationalsozialisten wurde der Verein verboten und zwangsaufgelöst. Nach dem Ende des Zweiten Weltkrieges gründeten die Mitglieder des MTV Sarstedt und ehemalige Mitglieder der Freien Sportlichen Vereinigung Sarstedt den heutigen Verein FSV Sarstedt. Am 26. Oktober 2017 wurde der 1. FC Sarstedt gegründet, der zum 1. Juli 2018 die Fußballabteilung des FSV Sarstedt übernahm.

## Fußball
Im Jahre 1948 stiegen die Fußballer in die Landesliga Hildesheim auf und qualifizierten sich ein Jahr später für die Amateuroberliga Niedersachsen-Ost. Diese Liga erwies sich als eine Nummer zu groß für den Verein. Mit 5:63 Punkten und 118 Gegentoren wurde die FSV abgeschlagen Letzter. In der folgenden Spielzeit 1950/51 wurde die Mannschaft in der Amateurliga 3 nach unten durchgereicht. Schon 1956 rutschte der Verein in die Kreisliga ab. Im Jahre 1961 erreichten die Sarstedter noch einmal die Amateurliga 3, wo nach zwei Jahren erneut der Abstieg folgte. Seitdem spielt der Verein nur noch auf Kreisebene. Nach zwei Aufstiegen in Folge spielt die FSV seit 2003 in der Kreisliga Hildesheim. Im Jahre 2018 stiegen die Sarstedter nach 35 Jahren Abstinenz in die Bezirksliga auf. Mit Markus Erdmann brachte der FSV Sarstedt einen späteren Zweitligaspieler hervor. 
Nunmehr eigenständig als 1. FC Sarstedt spielend setzte sich der Aufwärtstrend fort und die Sarstedter schafften im Jahre 2020 den Aufstieg in die Landesliga Hannover. Im Sommer 2019 übernahm der ehemalige Profi Marc Vucinovic das Traineramt. Nach zwei Abstiegen in Folge rutschte der Verein 2025 in die Kreisliga ab.